# Cordón Ferhman
Cordón Ferhman är en bergstopp i Antarktis. Den ligger i Västantarktis. Argentina, Chile och Storbritannien gör anspråk på området. Toppen på Cordón Ferhman är 522 meter över havet, eller 23 meter över den omgivande terrängen. Bredden vid basen är 0,56 km.
Terrängen runt Cordón Ferhman är kuperad västerut, men österut är den bergig. Havet är nära Cordón Ferhman åt sydväst. Trakten är glest befolkad. Närmaste befolkade plats är San Martín Station, 17,1 kilometer väster om Ferhman.